# Getcontact
Getcontact — мобільний застосунок, найвідоміший тим, що дає змогу подивитися, як певний телефонний номер записаний в адресній книзі інших користувачів.

## Історія
Додаток розробили громадяни Туреччини Бурак Саглік та Мустафа Севінк. Права на застосунок належать компанії Getcontact LLP, яку вони зареєстрували в Лондоні у 2017 році, про що повідомляється в записах Британської реєстраційної палати. Саглік та Севінк вважаються топменеджерами турецького розробника Tekyason yazılım. Ця компанія також зазначає серед своїх проєктів Getcontact.
Спершу додаток розроблявся для блокування смс-розсилок та небажаних дзвінків і давав змогу дізнатися ім'я того, хто телефонує, якщо номер не збережений у телефонній книзі. Це ставало можливим завдяки тому, що Getcontact синхронізував контакти користувача з контактами решти користувачів додатка. Пізніше розробники додали можливість дізнатися, як номер підписаний у телефонних книгах тих, хто його зберіг. Саме завдяки цій опції додаток став популярним і почав поширюватися з геометричною прогресією.

## Доступність
Додаток заблокований в Казахстані та Азербайджані та, за деякими даними, у Киргизстані через порушення місцевих законів щодо захисту персональних даних.
У Вірменії влада закликала громадян відмовитися від використання додатку.